# San Ricardo
San Ricardo est une municipalité des Philippines située au sud-est de la province de Leyte du Sud, sur l'île de Panaon.

## Subdivisions
San Ricardo est divisée en 15 barangays :
- Benit
- Bitoon
- Cabutan
- Camang
- Esperanza
- Pinut-an
- Poblacion (Santiago)
- San Antonio (Alangalang)
- San Ramon
- Saub
- Timba
- Esperanza Dos
- Kinachawa
- Inolinan
- Looc